# Мигалиха (Вадський район)
Мигалиха (рос. Мигалиха) — присілок в Вадському районі Нижньогородської області Російської Федерації.
Населення становить 28 осіб. Входить до складу муніципального утворення Круто-Майданська сільрада.

## Історія
Від 2009 року входить до складу муніципального утворення Круто-Майданська сільрада.

## Населення
| 1999 | 2002 | 2010 |
| ---- | ---- | ---- |
| 39   | ↗42  | ↘28  |